# 名偵探柯南：純黑的惡夢
《名偵探柯南：純黑的惡夢》，是改編自日本漫画家青山剛昌漫画系列《名偵探柯南》的第20部剧场版，此電影作品於2016年4月16日在日本上映。静野孔文擔任電影導演、日本腳本家櫻井武晴擔任編劇撰寫。

## 本作特色
- 原作者青山刚昌亲自参与该作剧本阶段的部分制作工作。[4]
- B'z成員松本孝弘演奏由大野克夫作曲的主题音乐的吉他声部。而主题歌演唱者为主题音乐演奏，是该系列作品史上首次。[5]
- 上映日的前一天和當天發生在熊本的6.5、7.3強震，雖然造成部分的電影院暫停營業，但是首周（16日&17日）方面卻勇奪上映該週票房冠軍，動員觀賞人93萬3800人，票房收入12億900萬日元的成績。
- 該片於5月5日以46億日元的累計票房，超越《名偵探柯南：業火的向日葵》，相隔一年再度創下歷年新高。
- 该片為黑暗組織第3次登上大銀幕（第1次為《名偵探柯南：往天國的倒數計時》，第2次為《名偵探柯南：漆黑的追跡者》）。
- 電影中黑暗組織新成員「Curacao」（库拉索），也邀請天海祐希擔任其特別聲優，這是與黑暗組織有關的劇場版系列中首次。
- 本片是第2次兇手並未有黑影的樣子(第1次為《名偵探柯南：貝克街的亡靈》)。
- 本作是名偵探柯南第一部突破50億和60億票房的劇場版。
- 安室透（即波本(Bourbon)、降谷零）、水無怜奈（即基爾(Kir)、本堂瑛海）以及黑暗組織的第二號人物-蘭姆(Rum)首次在劇場版登場(蘭姆並未正式露面)。
- 本作亦是赤井秀一首次於劇場版正式登場（前作《名偵探柯南：異次元的狙擊手》僅以回憶出現），至於他的偽裝身份沖矢昴並無登場。
- 本作有牽扯到英国秘密情報局（MI6）、加拿大安全情報局（CSIS）以及德国聯邦情報局（BND）。
- 本片為第2次在片尾曲中除了出現真實場景以外，還有出現故事本身的結尾畫面（第1次為《名偵探柯南：絕海的偵探》）。
- 特報公開時以來做為本作的名稱。在本作最後的下一部製作決定是以滿月和楓葉來當作題材，聲音則是服部平次，說著：「『欲掩不從心』...是嗎？」。
- 在劇場版《名偵探柯南：零的執行人》上映前，限定上映4D版本，為柯南首部4D化的作品。

## 劇情簡介
在某個漆黑的夜晚，有人闖入國家公安委員會警察廳內部遭到不明女間諜的入侵查看世界各國卧底的名單的機密資料（包括英國的MI6、加拿大的CSIS、德國的BND與美國的CIA甚至FBI以及日本公安警察）。安室和風見等公安警察察覺到了這一情況，並與闖入的女子對峙，但她成功逃脫。一場三人汽車追逐展開，其中包括追捕開著被盜汽車逃跑的女人的安室透和聯邦調查局的赤井秀一。就在她逃跑的時候，這位女士給某人發了一封電子郵件，說：“NOC是司陶特、阿夸維特和雷司令，還有你一直在懷疑的波本和基爾……。赤井預測了該女子的行踪並伏擊了她，並射擊了該女子的汽車輪胎並阻止了她。随後女間諜與汽車分别掉下高架橋下方的河流中，但她的頭部受到撞擊而失億。另一方面，僥倖逃過一劫的女人看到水族館的五彩燈光，開始痛苦地抱頭暈倒。
第二天早上，新聞報導了一場神秘爆炸，柯南一行人在阿笠博士的帶領下到改建後盛況空前的東都水族館遊覽觀賞世界第一個二輪式巨大摩天輪，此時柯南一行人發現一位外貌端莊、受傷孤身一人失去記憶的女子，又看出她左右瞳孔顏色相異（俗稱的雙色瞳（odd-eyes））。由於這名女子處於喪失記憶狀態忘記她的名字，而她所攜帶的行動電話也不明原因而壞掉。由於汽油的氣味和汽車擋風玻璃碎片的碎片，柯南懷疑與昨晚的爆炸有關，並試圖聯繫警方，但遭到一名失去記憶的女子的拒絕。為了找到認識她的人，步美、光彥、元太與這位女子約定幫她找回她的記憶。然而，灰原在元太一行人游玩過程中發現這名女子因为眼睛的特征是異色瞳孔，她擔憂這名女子的身分可能是黑暗組織的那位先生之上司也是組織重要的第2號人物—蘭姆。當柯南正在尋找接黑暗組織的機會時，這名女子在看到摩天輪的燈光時突然間恢復記憶並且痛苦地喃喃自语說：「NOC有基爾、波本、司陶特、阿夸維特、雷司令……」。正如灰原擔心的一樣，這名女子的真實身分是黑暗組織的成員之一！趕到東都水族館的日本警方將女子送往警察醫院，柯南則與高木、佐藤来到醫務室了解這位女子的詳細情況。而FBI和公安推測時機已成熟便悄悄展開行動。此時苦艾酒在暗中監視女子和安室的行蹤，她拿出裝有消音器的手槍來要脅安室並對著衣服上的微型通信器說：「我正有此意做好準備，琴酒」。
此時，柯南、FBI和公安接獲同一時間在德國、加拿大以及英國連續發生潜入黑暗組織的三名間諜分别遭到暗殺身亡的事件！根据FBI與警方調查連續間諜暗殺事件的情報，日本警察廳掌握世界各国的間諜名單，而在公安警察廳被竊取的某份資料正是間諜的名单之一——“NOC List”（非官方卧底名單）極有可能被黑暗組織的成員所泄露。若不能及時明確泄露出多少的情報，一旦卧底名單落入黑衣組織手中的話，那麼世界各國的情報機關將會被摧毀並且引發恐慌。到時潛入黑暗組織中的安室和CIA探員水無也將遭遇危險！知道間諜暗殺事件是黑衣組織所做的、事態棘手的柯南決定與FBI聯手阻止黑衣組織的犯罪行動並且要拿回非官方臥底的資料，在柯南和赤井立即追查組織的動向时，琴酒將水無和安室給拘禁並且打算要處置時，恰巧苦艾酒的手機接獲蘭姆的指示！
在警察醫院，警視廳搜查一課無奈將神秘女子移交給公安，風見等人在安室的指示下帶著神秘女子前往東都水族館。柯南也聯繫了聯邦調查局，得知神秘女子的代號是“庫拉索”，是蘭姆的得力助手。基於庫拉索酒有五種不同顏色的事實以及她特殊的腦損傷，柯南發現了她攜帶的五張不同顏色的半透明紙的含義。庫拉索島擁有一種瞬間記憶能力，能夠透過五片不同顏色的半透明薄片查看數據來記憶數據。柯南在水族館的摩天輪頂部看到五彩燈光時，注意到庫拉索恢復了記憶，於是他趕往水族館。
在東都水族館，園子利用她與鈴木財閥的關係租用了一個摩天輪，以便讓少年偵探團的孩子們能夠乘坐特別的摩天輪。風見與庫拉索一起抵達那裡，並乘坐園子預訂的摩天輪。當風見試圖與戴著手銬的庫拉索一起登上摩天輪時，柯南到達水族館並大聲喊叫阻止他，但他的聲音沒有被聽到，他登上了摩天輪。安室透偽裝成員工，進入只有員工才能進入的空間，觀察周遭的狀況。
摩天輪頂端，安室透與赤井對峙，安室挑戰赤井後退，赤井反擊。兩人勢均力敵兇猛的（知列）然而，一直在尋找赤井的柯南到達並告訴他摩天輪裝有炸藥，赤井調查發現， 埋下的炸藥是威力極高的C-4，安室透趕緊拆除雷管。
該組織的琴酒、伏特加、香緹和科倫登上一架專門準備的魚鷹，等待地面上苦艾酒的信號。然後，當庫拉索的纜車到達山頂的那一刻，由於苦艾酒的詭計，水族館以外的區域停電，載著琴酒和他的夥伴們的魚鷹接近摩天輪。庫拉索在看到五彩光芒後恢復了所有記憶，將風見打昏並摘下手銬，然後聯繫了苦艾酒，得知安室透正在試圖找回他。琴酒和他的朋友們從魚鷹底部伸出一隻手臂，抓住了載有庫拉索的吊船，但他們看到一個人影逃跑，於是他們用感應攝像頭在吊船內部進行搜索，影片中顯示一個孩子（柯南）和那裡只有一名成年男子（風見）。琴酒放棄了貢多拉並改變了奪取庫拉索的策略，並開始使用安裝在魚鷹上的IDWS向摩天輪開火 。
魚鷹會向任何移動的物體射擊，所以柯南、赤井和安室透無法移動。同時，庫拉索遇到了來水族館尋找柯南的灰原。灰原被庫拉索的樣子嚇得差點摔倒，但庫拉索救了她，庫拉索從灰原的言論中查出灰原就是背叛組織的雪莉。當灰原問他為什麼幫助他時，庫拉索說：“我不知道我為什麼幫助他”，但在回憶起他與偵探男孩一起度過的時光時，他說：“但我是庫拉索，我可以是任何顏色。
伏特加發現了一個劇烈移動的人物，並根據其形狀和動作將其識別為庫拉索，琴酒和他的夥伴瞄準了這個人物。察覺到槍聲集中在一處的柯南和赤井採取了行動，而安室透儘管受到停電的影響，在安室透按下雷管開關之前成功拆除了雷管。當琴酒得知雷管已被拆除時，他命令科恩用IDWS射擊摩天輪的輪軸，試圖消滅摩天輪和裡面的人。
柯南從赤井那裡聽說，如果他以某種方式打破魚鷹的平衡並射中旋翼，就有可能擊落魚鷹，因此柯南想出了一個打破魚鷹姿態的計劃，但由於魚鷹消失在空中而無法執行。夜晚的黑暗。得知魚鷹只需可見5秒後，安室透丟出裝滿大量炸藥的袋子並在空中引爆，柯南可以透過燈光看到魚鷹的位置，並踢起煙火球。擊中後在空中爆炸，期間赤井成功狙擊了旋翼部分。
赤井的狙擊傷害使魚鷹失去平衡，但並沒有導致其墜毀，琴酒將IDWS瞄準了摩天輪的輪軸，密集射擊，確認輪軸已經脫落並離開了。灰原和少年偵探團乘坐的摩天輪突然斷裂，滾向水族館，小蘭和園子等嘉賓紛紛撤離到後面的海豚表演場地。為了阻止脫落並開始轉動的摩天輪，柯南使用可伸縮吊帶固定在摩天輪，在安室透的幫助下跳躍並與赤井一起將可伸縮吊帶連接到滾動的摩天輪上，但摩天輪並沒有停止並破壞了水族館。儘管柯南將球從彈射帶向前充氣，摩天輪仍然沒有停下來，但清醒的庫拉索試圖通過撞擊起重機卡車來阻止摩天輪，並成功地阻止了摩天輪。但起重機卡車被壓碎。
事件發生後，庫拉索的屍體被發現，但無法辨認屍體身分。柯南從屍體的手上撿起燒焦的東西，並認為那是水族館裡的海豚吊飾。風見懷疑這是記憶卡。然而，柯南否認了這一點，他說： 「不，這不是證物，而是回憶。但它已經變的焦黑了。」
在結局後描繪的阿笠宅邸中，不知道庫拉索之死的少年偵探們正在感嘆自己能否真正與她成為朋友，小蘭回答說：「你們早已是朋友了。」故事的結尾是柯南確信庫拉索與少年偵探團的互動改變了他的內心顏色。

## 登場角色

### 原作角色
| 角色           | 配音                 | 配音                 | 配音                 | 配音                 | 簡介 |
| 角色           | 日本                 | 臺灣                 | 香港                 | 中国大陆             | 簡介 |
| 主要角色       | 主要角色             | 主要角色             | 主要角色             | 主要角色             | 主要角色 |
| -------------- | -------------------- | -------------------- | -------------------- | -------------------- | --- |
| 江戶川柯南     | 高山南               | 蔣篤慧               | 周恩恩               | 李世榮               | 本作品男主角，原高中生名偵探工藤新一，被黑暗組織的琴酒灌下毒藥而縮小身體變成小孩，後化名為江戶川柯南，寄住在毛利家中並暗中調查黑暗組織。 |
| 工藤新一       | 山口勝平             | 劉傑                 | 李家傑               | 张杰                 | 本作品男主角，原高中生名偵探工藤新一，被黑暗組織的琴酒灌下毒藥而縮小身體變成小孩，後化名為江戶川柯南，寄住在毛利家中並暗中調查黑暗組織。 |
| 毛利蘭         | 山崎和佳奈           | 魏晶琦               | 王慧珠               | 季冠霖               | 新一的青梅竹馬，運動神經發達，擅長空手道，曾獲得全國高中空手道關東大賽的冠軍。 |
| 灰原哀         | 林原惠               |                      | 鄧潔麗               | 阎萌萌               | 柯南的搭檔兼好友，本名宮野志保，原黑暗組織科學家雪莉。吃下毒藥而縮小身體，逃離組織後寄住在阿笠家中，並化名灰原哀。 |
| 毛利小五郎     | 小山力也             | 曹冀魯               | 黃志明               | 张遥函               | 小蘭的父親，英理的丈夫，私家偵探，外號「沉睡小五郎」，原刑警，辭職後在家開設毛利偵探事務所。 |
| NOC相關人物    |                      |                      |                      |                      | |
| 赤井秀一／黑麥 | 池田秀一             | 劉傑                 | 李家傑               | 宝木中阳             | 本作劇場版「關鍵人物」之一。FBI的情報員，左撇子狙擊手，擁有卓越的狙擊技術還精通截拳道。曾化名諸星大，臥底於黑衣組織，代號為「黑麥威士忌」。為了讓水無伶奈重新臥底於組織，假裝被其槍擊身亡，詐死成功後，使用偽裝的新身分沖矢昴，暗中繼續調查組織。在本作電影版中，與安室透有一段對打鬥畫面。 |
| 安室透／波本   | 古谷徹               | 劉傑                 | 杜景煜               | 藤新                 | 本作劇場版「關鍵人物」之一。警察廳警備局警備規劃課的公安警察，本名為降谷零，化名為安室透，臥底於黑暗組織，代號為「波本」，以安室透身份自稱私家偵探，後來在白羅咖啡廳擔任服務生。極度痛恨赤井秀一，只要遇見都會起衝突，在本作電影版中，也有一段對打鬥畫面。                                  |
| 水無怜奈／基爾 | 三石琴乃             | 傅其慧               | 王慧珠               | 小连杀               | CIA的情報員，本名為本堂瑛海，本堂瑛祐的姐姐。偽身份為日賣電視台女主播水無怜奈，臥底於黑暗組織，代號為「基爾」。 |
| 朋友相關角色   |                      |                      |                      |                      | |
| 阿笠博士       | 緒方賢一             | 吳文民               | 陳健豪               | 郭政建               | 工藤家的鄰居兼好友，科學家兼發明家，會發明出一些道具讓柯南在案件中使用，在灰原哀逃離黑暗組織後收留她。 |
| 吉田步美       | 岩居由希子           | 傅其慧               | 莊巧兒               | 山新                 | 三人為帝丹小學一年級生，後來與轉學生柯南和灰原一同組成少年偵探團。 |
| 小岛元太       | 高木涉               | 劉傑                 | 陳志強               | 张磊                 | 三人為帝丹小學一年級生，後來與轉學生柯南和灰原一同組成少年偵探團。 |
| 圓谷光彦       | 大谷育江             | 魏晶琦               | 顧詠雪               | 刘校妤               | 三人為帝丹小學一年級生，後來與轉學生柯南和灰原一同組成少年偵探團。 |
| 鈴木園子       | 松井菜櫻子           | 傅其慧               | 莊巧兒               | 佟心竹               | 小蘭的好友兼同學，鈴木財團的二千金，時常邀請毛利家參加各式的宴會活動，與京極真（日本空手道黑帶冠軍） 是戀人關係。 |
| 榎本梓         | 榎本充希子           | 傅其慧               |                      | 佟心竹               | 白羅咖啡廳的服務生，安室透的同事。 |
| 警察相關角色   |                      |                      |                      |                      | |
| 風見裕也       | 飛田展男             | 陳幼文               |                      | 皇貞季               | 在本作劇場版初次登場，後於原作登場。警視廳公安部所屬的公安（警部補），降谷零的直屬部下。 |
| 目暮十三       | 茶風林               | 吳文民               | 黃啟明               | 李立宏               | 警視廳刑事部搜查一課的警官（警部），曾是毛利小五郎的上司，經常在兇案現場要求部下調查相關證據。 |
| 佐藤美和子     | 湯屋敦子             | 魏晶琦               |                      | 杨希                 | 警視廳刑事部搜查一課的警官（警部補），擁有極多追求者，有著「警視廳之花」的稱呼，與高木涉是戀人關係。 |
| 高木涉         | 高木涉               | 劉傑                 | 李家傑               | 张圣                 | 警視廳刑事部搜查一課的刑警（巡查部長），會聽小孩的意見，與少年偵探團關係極好，與佐藤美和子是戀人關係。 |
| 千葉和伸       | 千葉一伸             | 曹冀魯               | 陳志強               | 张磊                 | 警視廳刑事部搜查一課的刑警（巡查部長），高木的好友，與三池苗子（警視廳交通部執行課的女警）是戀人關係。 |
| 松田陣平       | 安室透的回憶，無台詞 | 安室透的回憶，無台詞 | 安室透的回憶，無台詞 | 安室透的回憶，無台詞 | 原為警視廳警備部機動部隊拆彈組的警員，後來調入搜查一課，在三年前的摩天輪炸彈事件中犧牲。在本作得知，警校時期與安室透是同期學生兼好友，並曾傳授拆彈技術給他。 |
| FBI相關角色    |                      |                      |                      |                      | |
| 詹姆斯·布拉克  | 土師孝也             | 曹冀魯               |                      | 林强                 | 以上三人為FBI探員，柯南的協助者，負責搜查黑暗組織有關的情報。 |
| 朱蒂·斯塔琳    | 一城美由希           | 蔣篤慧               |                      | 黎筱濛               | 以上三人為FBI探員，柯南的協助者，負責搜查黑暗組織有關的情報。 |
| 安德烈·卡邁爾  | 梁田清之             | 吳文民               |                      | 陈喆                 | 以上三人為FBI探員，柯南的協助者，負責搜查黑暗組織有關的情報。 |
| 黑暗組織       |                      |                      |                      |                      | |
| 琴酒           | 堀之紀               | 曹冀魯               | 陳健豪               | 冯盛                 | 黑暗組織的高級幹部，在組織中負責重要的交易、暗殺及剷除不合格、內奸成員的任務，個性極為冷酷殘忍，在任何情況下都能保持冷靜，是個智慧型罪犯。 |
| 伏特加         | 立木文彦             | 吳文民               | 黃志明               | 郝祥海               | 黑暗組織的幹部，琴酒的搭檔，完全服從琴酒且一起行動，並稱呼他「大哥」。 |
| 苦艾酒         | 小山茉美             | 蔣篤慧               | 顧詠雪               | 张凯                 | 黑暗組織的高級幹部，在組織中負責情報蒐集、暗殺的任務，精通易容術，被琴酒稱為「秘密主義者」。知道柯南和灰原的真實身份，但未將此事告訴組織。 |
| 香堤           | 井上喜久子           | 蔣篤慧               | 鄧潔麗               | 洛如菲               | 兩人皆為黑暗組織的幹部，組織內優秀的狙擊手，具有狙擊距離600碼的實力。 |
| 科倫           | 木下浩之             | 劉傑                 |                      | 郭盛                 | 兩人皆為黑暗組織的幹部，組織內優秀的狙擊手，具有狙擊距離600碼的實力。 |
| 蘭姆           | 千叶繁               | 曹冀魯               |                      |                      | 黑暗組織的二號人物，「那位先生」的親信。 |

### 本作角色
| 角色             | 配音                              | 配音          | 配音     | 配音      | 簡介 |
| 角色             | 日本                              | 臺灣          | 香港     | 中国大陆  | 簡介 |
| 黑暗組織         | 黑暗組織                          | 黑暗組織      | 黑暗組織 | 黑暗組織  | 黑暗組織 |
| ---------------- | --------------------------------- | ------------- | -------- | --------- | --- |
| 庫拉索           | 天海祐希                          | 傅其慧        | 王慧珠   | 杨晨      | 本作劇場版「關鍵人物」之一。黑暗組織的成员，為蘭姆的首任心腹，代號「Curacao」。起初性格為冷酷无情、忠诚恪守，但在失憶時卻沉着冷静、友善待人。本擁有雙色瞳（左眼亮蓝色，右眼为近乎透明的浅银蓝偏白色、时常佩戴美瞳藉以遮盖异色瞳双眼），身手非常敏捷，是情報收集的專家。 喜欢的顏色為白色，天生拥有脑穹窿罕见之损伤、患有色素沉着障碍，随身携带记忆存储卡（以自身大脑为存储媒介，通过五色卡片记忆重要信息）。 由於自己的大腦構造不同而擁有強大記憶力所以獲得組織的重視，當有一次記得對組織不利的事要被苦艾酒給處決，卻在蘭姆卻看上自己的能力免受處決，因此成為蘭姆的左右手為他效命。 本作中受蘭姆的指令竊取警察廳的全世界臥底名單，執行任務中受到安室與赤井的阻撓隱而突发车祸后失憶，之後和柯南一行人同行中记忆恢复但受到組織的追殺。 最後受到步美、光彥、元太的感化而改邪歸正，駕駛起重機來阻擋摩天輪試圖拯救他們被重壓而亡，其位置之後由賓加所接替。 |
| 司陶特           | Michael Rhys                      | 原音呈現      | 原音呈現 | 原音呈現  | 黑暗組織代號「Stout」，英國MI6派入組織的搜查官。在倫敦中因為身分曝露受到科倫的設計坐上双层巴士，在與MI6的同事通话不久、公共汽车经过大本钟附近的威斯敏斯特宫时被科倫給槍殺身亡。 |
| 阿夸维特         | Kurt Common                       | 原音呈現      | 原音呈現 | 原音呈現  | 黑暗組織代號「Aquavit」，加拿大CSIS派入組織的搜查官（曾潛入組織，後來成功脫離），表面身分为多倫多CN Tower的观光导游；因為身分曝露的緣故在带领游客参观国家电视塔时被香緹給槍殺身亡。 |
| 雷司令           | 澤海陽子                          | 魏晶琦        | 莊巧兒   |           | 黑暗組織代號「Riesling」，德國BND派入組織的搜查官，本名為「利昂·布赫茲（蕾欧娜·布赫霍尔茨）」。因為身分曝露的緣故在位於柏林的柏林大教堂外遭到琴酒和伏特加的追杀；在跟琴酒对峙时試圖跳入河中，但在跳入河之前被琴酒給槍殺身亡。 |
| 本作配角         |                                   |               |          |           | |
| 公安             | 志村知幸 佐藤美一                 | 曹冀魯 陳幼文 |          | 张磊 张杰 | 陪同風見裕也的公安警察。 |
| 醫師             | 鈴木琢磨                          | 曹冀魯        | 黃啟明   | 张磊      | 在東都水族館的醫護室值勤，幫神秘女子做檢查的男性醫師，告诉柯南、高木与佐藤有關該女子的检查结果。 |
| 急救員           | 宇垣秀成                          | 吳文民        |          | 张杰      | 負責將神秘女子（库拉索）轉移至警察醫院的急救員。东都水族馆危机解决后，告诉风见有關該女子的遺體面目全非、无法辨认的情況，随后将遺體抬上救护车。 |
| 播報員           | 笠原留美                          | 魏晶琦        | 周恩恩   |           | 報導東都水族館開幕和爆炸事件的播報員。 |
| 廣播             | 桃森李                            | 傅其慧        |          |           | 東都水族館廣播。 |
| 配角             | 大原沙耶香 半場友惠 武内健 東龍一 |               |          |           | |
| 東都水族館導覽員 |                                   | 傅其慧        |          |           | 園子的依賴者，特別給少年偵探團搭摩天輪。 |
| 東都水族館接待員 |                                   | 曹冀魯        |          | 张杰      | 摩天輪的接待員，風見裕也想把庫拉索（即神秘女性）帶到摩天輪的車廂裡讓她恢復記憶。 |
| 東都水族館引導員 |                                   | 曹冀魯        |          | 张杰      | 摩天輪的員工，負責引導乘客進入摩天輪的車廂。 |
| 東都水族館學藝員 |                                   | 曹冀魯        |          | 张杰      | 東都水族館發生事件後，把客人領導至安全的地方的學藝員。 |

## 歌曲
| 類別   | 曲名                   | 作詞     | 作曲     | 演唱 |
| ------ | ---------------------- | -------- | -------- | ---- |
| 主題曲 | 世界將成為你的顏色（） | 稻葉浩志 | 松本孝弘 | B'z  |

来自B'z的话
非常荣幸能够为本次剧场版献唱。一回又一回的剧场版中，柯南的故事不断推进。本回剧场版将重点描绘「柯南」这部作品里的阴影部分，而乐曲方面也是抱着和以往不同的心情进行创作的。请尽情期待这首歌曲在电影院和电视上的播出吧。

## 工作人員
- 原作：青山刚昌
- 导演、分鏡：静野孔文
- 编剧：櫻井武晴（日语：櫻井武晴）
- 分鏡協力：寺岡岩、金井次朗、鍋島修、工藤隆光
- 演出：靜野孔文、鍋島修、永岡智佳、菅井嘉浩、濁川敦
- 人物設定 / 總作畫監督：須藤昌朋
- 作品設計：小川浩
- 作画監督：岩井伸之、清水義治、堀内博之、野武洋行、岩佐裕子、广中千惠美、高橋成之、宍户久美子
- 作畫監督補佐：川口隆、吉見京子、河村明夫、福永智子
- 動作作畫監督：金井次朗、安藤義信
- 佈局作畫監督：中島里惠
- 色彩设计、色指定、上色检查：中尾总子
- 特殊效果：林好美
- 美术監督：佐藤胜、福岛孝喜
- 3D背景導演：長谷川弘行
- 美术設定：高橋武之、福岛孝喜
- 攝影監督、主標題CG動畫：西山仁
- CG监督：小岩宽满、松倉大樹
- 剪辑：岡田輝滿
- 音響監督：浦上靖之、浦上慶子
- 音響效果：橫山正和、横山亚紀、山田香織
- 音乐製作人：近藤貴郎、大野久子
- 音乐：大野克夫
- 故事編輯：飯岡順一
- 商品總監：小沼俊
- 助理製作人：米倉功人
- 製作人：諏訪道彥、近藤秀峰、石山桂一
- 动画制作：TMS/V1 Studio
- 「名偵探柯南 純黑的惡夢」製作委員會
  - 小学馆
  - 读卖电视台
  - 日本电视台
  - ShoPro
  - 东宝株式會社
  - TMS娱乐
- 特別協力：7-Eleven、GEO CORPORATION、BANDAI NAMCO Holdings Inc.、Hulu
- 发行：东宝

## 票房
本條目為各國的票房數據、變化，部分上映國家因沒有數據，可能不會在本條目出現。

### 日本票房
從4月16日上映開始的數據。
| 成績 數據 | 第1週   | 第2週   | 第3週   | 第4週   | 第5週  | 第6週  | 第7週  | 第8週  | 第9週  | 第10週 | 第11週 | 第12週 |
| --------- | ------- | ------- | ------- | ------- | ------ | ------ | ------ | ------ | ------ | ------ | ------ | ------ |
| 票房 成績 | 12.1億  | 25.3億  | 37.0億  | 50.6億  | 54.3億 | 56.9億 | 58.9億 | 60.2億 | 61.0億 | 61.6億 | 62.0億 | 62.3億 |
| 成績 漲幅 | +12.1億 | +13.2億 | +11.7億 | +13.6億 | +3.7億 | +2.6億 | +2.0億 | +1.3億 | +0.8億 | +0.6億 | +0.4億 | +0.3億 |
| 動員 人數 | 93萬    | 194萬   | 270萬   | 398萬   | 426萬  | 446萬  | 461萬  | 471萬  | 477萬  | 483萬  | 486萬  | 489萬  |
| 人數 漲幅 | +93萬   | +101萬  | +76萬   | +128萬  | +28萬  | +20萬  | +15萬  | +10萬  | +6萬   | +6萬   | +3萬   | +3萬   |
| 當週 排名 | 第1名   | 第1名   | 第1名   | 第2名   | 第4名  | 第4名  | 第6名  | 第10名 | 第10名 | OUT    | OUT    | OUT    |

| 成績 數據 | 第13週 | 第14週 | 第15週 | 第16週 | 第17週 | 第18週 | 第19週 | 第20週 | 最終週 |
| --------- | ------ | ------ | ------ | ------ | ------ | ------ | ------ | ------ | ------ |
| 票房 成績 | 62.6億 | 62.8億 | 62.8億 | 62.8億 | 62.9億 | 62.9億 | 63.0億 | 63.0億 | 63.3億 |
| 一週 成績 | +0.3億 | +0.2億 | +0.2億 | +0.2億 | +0.1億 | +0.1億 | +0.1億 | +0.1億 | +0.3億 |
| 動員 人數 | 491萬  | 492萬  | 492萬  | 492萬  | 494萬  | 494萬  | 495萬  | 495萬  | 495萬  |
| 人數 漲幅 | +2萬   | +2萬   | +2萬   | +2萬   | +1萬   | +1萬   | +1萬   | +1萬   | +1萬   |
| 當週 排名 | OUT    | OUT    | OUT    | OUT    | OUT    | OUT    | OUT    | OUT    | OUT    |

- 第一週（4月16-17日），首週獲得12億，創下名偵探柯南劇場版首週的新紀錄。
- 第二週（4月18-24日），來到25億。
- 第三週（4月25日-5月1日），來到36億，獲得連續三週冠軍。
- 第四週（5月2日-8日），因為有《美國隊長3：英雄內戰》以及《動物方城市》，所以2、3、4日沒有達到日票房冠軍，位居第二名，也因此未成為連續四週票房冠軍，但是突破《業火的向日葵》紀錄以及週票房獲得最高，達到46億日圓。
- 第五週（5月9日-15日），成為劇場版史上第一次突破50億，達到54.3億。
- 第六週（5月16日-22日），達到56.9億，有望獲得60億票房成績。
- 第七週（5月23日-29日），因為熊本地震的關係，從本週開始，部分電影院開始上映，如：熊本縣、大分縣等地電影院。本週票房達到58.9億。
- 第八週（5月30日-6月5日），成為劇場版史上第一次突破60億，達到60.2億。
- 第九週（6月6日-12日），達到61.0億，維持第10名。與絕海的偵探一樣在第九週維持前十名。
- 第十週（6月13日-19日），達到61.6億，未達到前10名。
- 第十一週（6月20日-26日），達到62億，依然未達到前10名。
- 第十二週（6月27日-7月3日），達到62.3億，未達到前10名。
- 第十三週（7月4日-10日），達到62.6億，未達到前10名。
- 第十四週（7月11日-17日），7月15日（五）正式下檔，在當週獲得62.8億票房的佳績。
- 第十五週（7月18日-24日），達到62.8億。雖然大部分電影院下檔，票房成績還在增加當中。
- 第十六週（7月25日-31日），7月31日（日）部分電影院下檔。
- 第十七週（8月1日-7日），達到62.9億。有些電影院仍然持續上映。
- 第十八週（8月8日-14日），依然62.9億。
- 第十九週（8月15日-21日），達到63.0億。
- 第二十週（8月22日-28日），依然63.0億。
- 最終週（8月29日-9月4日），日本全面下檔，票房為63.3億日圓，歷史票房為第98名。本部突破許多柯南電影史上的新紀錄，也與上一部作品《業火的向日葵》的票房相差18.5億，成功打破《漆黑的追跡者》超越前期《戰慄的樂譜》10.8億日圓的紀錄。

### 台灣票房
從7月29日上映開始的票房數據。
| 成績數據 | 第一週             | 第二週             | 第三週            | 第四週            | 第五週            | 第六週           | 第七周               | 第八周            | 第九周             | 第十周             |
| -------- | ------------------ | ------------------ | ----------------- | ----------------- | ----------------- | ---------------- | -------------------- | ----------------- | ------------------ | ------------------ |
| 全台票房 | 2000萬 （+2000萬） | 3500萬 （+1500萬） | 4000萬 （+500萬） |                   |                   |                  |                      |                   |                    | 5400萬             |
| 北市票房 | 769萬 （+769萬）   | 1438萬 （+670萬）  | 1829萬 （+391萬） | 2054萬 （+225萬） | 2201萬 （+147萬） | 2235萬 （+17萬） | 2250.2萬 （+15.2萬） | 2258萬 （+7.8萬） | 2262萬 （+3.19萬） | 2265萬 （+2.44萬） |
| 其他地區 | 1231萬 （+1231萬） | 2062萬 （+831萬）  | 2171萬 （+109萬） |                   |                   |                  |                      |                   |                    | 3135萬             |
| 當週排名 | 第2名              | 第3名              | 第5名             | 第11名            | 第13名            | 第26名           | 第34名               | 第38名            | 第34名             | 第39名             |
| 比較去年 | +30%               | +38%               | +48%              | +54%              | +60%              | +56%             |                      |                   |                    |                    |

- 第一週（7月29-31日），7月29日前，奇摩電影的期待榜以及預告片榜分別獲得第2名、第13名。7月29日上映後，在奇摩電影的滿意度排行榜獲得第1名，評分也高達4.9。在下午4:00為止，部分電影院的徽章已經全部送完。北市首周周末票房769萬新台幣，大台北地區周末票房則有950萬新台幣，比前集《業火的向日葵》同期票房提昇了30%，創下本系列最佳首週票房紀錄。
- 第二週（8月01-07日）

受到《自殺突擊隊》強勢票房影響，本周票房往下掉一個名次，來到第三名。北市周末票房來到1438萬，全台票房來到3500萬，表現十分亮眼。
- 第三週（8月08-14日）北市本周累計票房為1829萬，來到第五名，離1900萬只剩下一步之遙。全台票房來到4000萬
- 第四週（08月19-21日）周末票房100萬，在遭受新片的夾攻下，名次跌至第十一名。但北市本周累計票房為2054萬，成功突破兩千萬大關（北市票房），刷新柯南在台灣的紀錄。
- 最終全台票房為新台幣5533萬元[15]。

### 韓國票房
韓國上映時間為8月3日。
| 成績數據     | 第一週                    | 第二週                    | 第三週                    | 第四周                             |
| ------------ | ------------------------- | ------------------------- | ------------------------- | ---------------------------------- |
| 韓國累計票房 | 24億9481萬9100（+24.9億） | 33億9399萬0900（+8.99億） | 36億9612萬1097（+3.03億） | 37億4466萬2955（+1.32億）          |
| 韓國周末票房 | 14億7699萬6100            | 3億9099萬4100             | 6714萬0043                | 1575萬5733                         |
| 當週排名     | 第7名                     | 第9名                     | 第14名                    | 第26名                             |
| 比較去年     | +43%                      | +25%                      | +27%                      | (去年第四周時電影已下檔，故無資料) |

- 首周（8月3日-8月7日）因為在週四就已上映造成部分票房釋放，故本次電影在周末僅拿第七名。但首周24.9億韓元的票房仍十分搶眼，刷新了柯南在韓國上映的紀錄。
- 第二周（8月8日-8月14日）本周下衰幅度達73.5%，明顯的沒了後勁，本周成績為第九名。
- 第三周（8月15日-8月21日）未上前10名，達到36.9億。

### 中國大陸票房
| 成績數據         | 第一週 | 第二週 | 第三週 | 第四周 |
| ---------------- | ------ | ------ | ------ | ------ |
| 中國大陸單周票房 | 2296萬 | 728萬  | 54萬   |        |
| 中國大陸累計票房 | 2291萬 | 3042萬 | 3096萬 |        |
| 當週排名         | 第五名 | 出榜   | 出榜   |        |
| 比較去年         | -59.7% | -66.2% | -72%   |        |

## 發行

### 影碟
日本
- DVD出租：2016年10月5日
- DVD發售：2016年10月26日
- 藍光發售：2016年10月26日

台灣
- DVD出租：2016年11月30日（發行商：普威爾）
- DVD發售：2017年1月6日（發行商：普威爾）
- 藍光發售：2017年1月6日（發行商：普威爾）

香港
- DVD/VCD發售：2017年1月19日（发行商：新映影片）

### 書籍
| 冊數 | 小學館         | 小學館                 | 青文出版社    | 青文出版社        |
| 冊數 | 發售日期       | ISBN                   | 發售日期      | EAN               |
| ---- | -------------- | ---------------------- | ------------- | ----------------- |
| 上   | 2016年10月18日 | ISBN 978-4-09-127450-2 | 2017年6月15日 | EAN 4718016023307 |
| 下   | 2016年10月18日 | ISBN 978-4-09-127451-9 | 2017年6月15日 | EAN 4718016023314 |

## 宣傳

### 動畫
2016年4月16日放送「名偵探柯南813『悄悄靠近安室的黑影』」。
編劇：櫻井武晴

### 特典
本作有兩個特典，分別在2016年4月16日、2016年5月3日播出。
| 特典名稱                                   | 播出日期      | 性質      | 出演 |
| ------------------------------------------ | ------------- | --------- | --- |
| 將柯南的樂趣全部告訴天海祐希SP （特典）！  | 2016年4月16日 | 訪談 聲優 | 天海祐希、山里亮太、峯岸南、柴崎幸、福士蒼汰 、榮倉奈奈、B'Z、江戶川柯南（高山南）、 田中知史、山田雅人                                                        |
| 迫近柯南20週年之謎！從天海祐希到 B'z大登場 | 2016年5月3日  | 訪談 藝人 | 天海祐希、山里亮太、峯岸南、柴崎幸、福士蒼汰 、榮倉奈奈、B'Z、江戶川柯南（高山南）、 田中知史、山田雅人、鳥居美雪、吉野裕行、石出奈奈子 、久保孝真、鴨志田道秋 |

### 咖啡廳
繼《業火的向日葵》的咖啡廳開始，一直受到柯南迷的大力支持，因此在《純黑的惡夢》也舉辦咖啡廳，共6間。
| 地名   | 期間               | 咖啡廳的場所                                                                             |
| ------ | ------------------ | ---------------------------------------------------------------------------------------- |
| 名古屋 | 4月1日 - 5月8日    |                                                                                          |
| 廣島   | 4月2日 - 5月8日    |                                                                                          |
| 東京   | 4月8日 - 5月16日   |                                                                                          |
| 大阪   | 4月6日 - 6月19日   | -{大阪ステーションシティ（JR大阪駅）5階 時空（とき）の広場カフェ「バール・デルソーレ」}- |
| 山形   | 4月15日 - 5月15日  |                                                                                          |
| 福岡   | 5月16日 - 11月30日 |                                                                                          |

### 其他
- 《周刊少年Sunday》的2016年1號刊，因為在本刊裡面有與本作相關的重要訊息，而剛上架的本刊就已售罄，造成許多書局店家是一直缺貨狀態。之後，在2015年12月9日至12月15日這段時間內，在網站公布此刊內容。
- 日本池袋電影院方，為了回饋給觀看「純黑的惡夢」的觀眾，因此在10月24日再上映一次。
- 片尾曲當中的真實摩天輪場景為新加坡摩天觀景輪拍攝，另外高速公路的真實場景為日本東京灣的彩虹大橋拍攝，水族館則採用東京品川Aqua Park為題材使用。

## 外部連結
- 互联网电影数据库（IMDb）上《名偵探柯南：純黑的惡夢》的资料（英文）
- 映画『名探偵コナン 純黒の悪夢』公式サイト - ウェイバックマシン（2016年10月7日アーカイブ分）
- 名探偵コナン 純黒の悪夢 - トムス （页面存档备份，存于）・エンタテインメント
- 名探偵コナン 純黒の悪夢 （页面存档备份，存于） - 東宝
- 名探偵コナン 純黒の悪夢 （页面存档备份，存于） - allcinema
- 名探偵コナン 純黒の悪夢 （页面存档备份，存于） - KINENOTE
- 名探偵コナン 純黒の悪夢 （页面存档备份，存于） - 文化庁日本映画情報システム
- Detective Conan The Darkest Nightmare （页面存档备份，存于） - オールムービー
- 名探偵コナン 純黒の悪夢 （页面存档备份，存于） - 映画.com
- 名探偵コナン 純黒の悪夢 （页面存档备份，存于） - Movie Walker
- 名探偵コナン 純黒の悪夢 （页面存档备份，存于） - YouTube